# Этос конфликта
Э́тос конфликта (э́тос от греч. ἦϑος — нрав, характер, местопребывание) — система социальных верований и мифов, разделяемых большой группой, включённой в затяжной трудноразрешимый конфликт, которая тесно связана с доминирующей в данном обществе историей конфликта, то есть, коллективной памятью о нем. Термин «этос конфликта» был предложен в 1998 году израильским психологом Даниэлем Бар-Талем. Этос конфликта является чрезвычайно устойчивым образованием и непосредственно составляет менталитет группы, определяя социальную идентичность её членов и обеспечивая преемственность.
Этос конфликта отражает попытки придать смысл и организовать опыт, с которым приходится на протяжении длительного времени сталкиваться членам противоборствующих групп и уменьшить ощущение неопределённости, задав установку на то, что члены конфликта ратуют за «правое дело». Но нельзя забывать о том, что этос представляет конфликт односторонне, оперируя оценочными суждениями, что совсем не способствует уменьшению напряжения и разрешению конфликта.

## Трудноразрешимые конфликты
Трудноразрешимые конфликты — конфликты, в которых группы втянуты в продолжительное, затяжное противостояние, включающее разрушительные эпизоды взаимного насилия, требующее огромных ресурсов и затрагивающее чрезвычайно важные цели, ценности и потребности обеих групп, занимающее центральное место в судьбах и исторической памяти как отдельных людей, так и обществ, втянутых в конфликт, и данное противоречие воспринимается как экзистенциальное и неразрешимое по своей природе. Участие в таком конфликте сильно влияет на психологию людей, входящих в противоборствующие группы: изменяются их картины мира, вырабатываются механизмы адаптации, что приводит к формированию этоса конфликта.
Участникам трудноразрешимого конфликта приходится адаптироваться ко многим проблемам, выстраивая на их основе своё поведение и формируя собственную картину мира. К таким проблемам относятся:
1. Депривация эпистемологичесиких потребностей: потребностей в безопасности, порядке, уверенности и контроле над собственной жизнью, снижении неопределённости, благодаря которым усиливается ориентация групп на традиционные ценности, знакомые социальные условия, следствием чего являются такие черты этоса конфликта, как недоверие и бескомпромиссность.
2. Высокий уровень стрессовых и негативных эмоциональных состояний, который также имеет следствием повышение экзистенциальных потребностей — в самосохранении, безопасности и спокойствии, что при развитом этосе конфликта помогает сохранить более-менее благополучное психическое состояние.
3. Символические и материальные вызовы социальной идентичности членов конфликтующих групп со стороны группы противника, приводящие к усилению отношенческих потребностей: потребностей в принадлежности группе и социальной поддержке. Здесь на первый план выступают такие функции этоса конфликта, как объединение членов группы и сохранение позитивной социальной идентичности.

Так, несмотря на некоторую компенсаторскую функцию этоса конфликта, он наряду с оправданием системы ведёт к увековечиванию цикла насилия: члены конфликтующей группы поддерживают политику, порождающую дальнейшее насилие, из-за хронической неуверенности, угрозы и социальной изоляции.

## Состав этоса трудноразрешимого конфликта
В состав этоса трудноразрешимого конфликта входят следующие объединения верований и убеждений:
1. обоснование справедливости целей ингруппы, связанных с продолжением противостояния;
2. доказательства существования реальной угрозы для ингруппы;
3. поддержание позитивной социальной идентичности членов ингруппы;
4. позиционирование ингруппы в качестве невинной жертвы;
5. делигитимизация аутгруппы;
6. указание на необходимость патриотизма и самопожертвования со стороны членов ингруппы;
7. призыв к национальному единству и единству вероисповедания;
8. обоснование невозможности мирного решения конфликта.

Не все члены группы могут иметь одинаковое отношение к конфликту, так как следует учитывать, что на формирование мнения о конфликтной ситуации влияет локальный социальный контекст, в котором осуществляет своё бытие подгруппа, источники информации, процессы коммуникации, социальная идентичность и присущие членам идеологических подгрупп ценности. Таким образом, внутри этоса конфликта могут существовать альтернативные представления об истории конфликта.

## Связь этоса конфликта с коллективной памятью
Коллективная память — определённая структура общих представлений о прошлом, выражающаяся в мифах, традициях, воспоминаниях, которые группа разделяет и принимает как должное. Она выступает как одна из основ для самоидентификации индивида с группой, сохраняющей те же исторические представления. Коллективная память существует на двух уровнях: индивидуальном и коллективном. На индивидуальном уровне коллективная память проявляется в виде межличностных отношений. На коллективном уровне она существует в виде социальных институтов и межгрупповых отношений.
Коллективная память, в отличие от истории, субъективна и не направлена на поиск объективных истин. Она подвержена изменениям во времени, ситуативна, в ней могут по-разному интерпретироваться те или иные события, многие из которых могут подвергаться забвению или, наоборот, превознесению.
Именно в коллективной памяти зафиксированы стереотипы, символы и мифы, которые выступают как интерпритационные модели, позволяющие индивиду ориентироваться в различных социальных ситуациях. Также культурная память определяет взаимодействие между культурой, познанием и идентичностью.
Также стоит отметить, что коллективная память не является первопричиной этнических конфликтов. Она лишь катализатор, средство поддержания разгоревшегося конфликта, механизм его управления и регуляции. Однако, вместе с другими причинами, она может выступать существенным фактором с ключевой ролью в возникновении межэтнического конфликта. Коллективная память обуславливается различными и прежде всего историческими нарративами, выступающими культурными инструментами, способствующими коллективному запоминанию. Существуют определённые шаблоны нарративов у каждого этноса, формирующиеся под влиянием политических, религиозных, социокультурных и психологических условий и обстоятельств, и в создании и сохранении которых большую роль играют институты власти, в первую очередь государство и церковь, и они используются для построения сюжета о наиболее важных событиях истории этноса и ведущие к образованию устойчивых и структурированных представлений группы о своём прошлом, действиях и мотивах самих себя и чужаков, то есть, составляют некоторую конфигурацию коллективного опыта — паттерн коллективного опыта, по Карагёзову, который связывается с разными сторонами коллективного опыта.
Коллективная память содержит прошлые обиды, гнев и ненависть, которые при определённых условиях могут инструментализироваться политическими элитами в качестве средства разжигания конфликтов и войн. Коллективная память как бы сфокусирована на прошлых обидах и трагических событиях. Существуют шаблоны, акцентирующие культуры на опыт травмирующих воспоминаний, что предрасполагает к специфическому восприятию членов ингрупп и аутгрупп как «своих» и «чужих».
Именно через коллективную память транслируется и передаётся этос конфликта. Этос конфликта — это взгляд в настоящее, а коллективная память — это ретроспектива конфликта, выступающая катализатором для усиления и поддержания убеждений, входящих в этос, и отвечает за его эмоциональную сторону.

## Оправдание социальной системы
Была установлена взаимосвязь между приверженностью этосу конфликта и идеологическими предпочтениями членов конфликтующих групп. Существует такое явление, как оправдание социальной системы, под которым понимается позитивное отношение к существующему в обществе экономическому и политическому порядку, вера в его справедливость и целесообразность вне зависимости от того, каким он является. Данную склонность можно охарактеризовать как следствие потребности в сохранении непротиворечивого образа мира. Рядом исследователей, например таких как Джост, Альтмейер и Даккит, был доказан факт формирования в процессе социализации идеологических представлений, оправдывающих социальную систему. Такая склонность к оправданию социальной системы вместе с этосом конфликта находит своё выражение собственно в ситуациях затяжных насильственных конфликтов.

## Этос и регуляция межэтнических конфликтов
С помощью трансформации этоса конфликта можно повлиять на разрешение межэтнических конфликтов.
Коллективная память может быть использована для снижения интенсивности коллективных переживаний и непосредственной трансформации этоса, что возможно на постконфликтной стадии при прекращении открытых военных действий, но сохранении взаимных обид и собственно этоса. Можно выделить следующие следующие шаги для примирения, благодаря которым коллективная вина ложится на плечи обеих групп, а поиск виновного больше не допускается:
1. принятие фактов о событиях, включающих страдания членов аутгруппы, понимание факта того, что пострадали обе стороны;
2. признание не только страданий ингруппы, но и насильственных действий со своей стороны, для которых не придумывается оправданий;
3. создание всеобъемлющего нарратива, объединяющего группы, описывающего целостный опыт прошлого и пути будущего совместного внеконфликтного взаимодействия.

При воздействии на этос конфликта необходимо учитывать специфику эпистемологических, экзистенциальных и отношенческих потребностей, а также сформированные идеологические убеждения. Для этого важным является совместное реконструирование коллективной памяти. Так, разрешение конфликта возможно через критический пересмотр коллективной памяти, критическую оценку собственной истории, непредвзятому рассмотрению истории группы по ту сторону баррикад, предоставление обществу новых исторических нарративов, в которых отсутствовали бы прежние шаблоны, имеющие негативные предубеждения по отношению к этнической аутгруппе и превозносящие эпических героев ингруппы.
Так как в этосе конфликта особую роль играют различающиеся исторические представления конфликтующих сторон о своём прошлом, официальная пропаганда ненависти, мифотворчество и отличные национальные версии истории, необходимо бороться против «повестей ненависти». Следовательно, для того, чтобы разрешить межэтнический конфликт, проводят систематическое сравнение учебников истории и выявляют ошибочные факты и явные предубеждения. Примером такого смягчения этоса конфликта может служить пересмотр школьных учебников истории независимыми зарубежными рецензентами после Второй мировой войны в Западной Европе.